# Altencreußen
Altencreußen (oberfränkisch: Altnkraissn) ist ein Gemeindeteil der Gemeinde Prebitz im Landkreis Bayreuth (Oberfranken, Bayern). Altencreußen liegt in der Gemarkung Prebitz.

## Beschreibung
Das Dorf Altencreußen besteht aus rund fünfzig Gebäuden, kleinere landwirtschaftliche Nebengebäude dabei mitgezählt. Es liegt auf Höhen zwischen etwa 490 und 505 m ü. NHN an der Kreisstraße BT 20, die nach Engelmannsreuth zur Staatsstraße 2120 (1,7 km westlich) bzw. nach Funkendorf führt (1,6 km östlich). Eine Gemeindeverbindungsstraße führt nach Preußling (1,4 km nördlich).
Im Hofweiher am Westrand von Altencreußen entspringt der linke Oberlauf der 21 km langen Creußen, die das Dorf und seine nahe Umgebung südostwärts zur Haidenaab, Naab und damit zur Donau entwässert, während schon weniger als einen Kilometer weiter im Westen, Norden und Osten das Einzugsgebiet des Roten Mains angrenzt, der in den Main und dann in den Rhein fließt. Der Ort ist also von einem nördlichen Bogen der Europäischen Hauptwasserscheide zwischen Schwarzem Meer diesseits und Nordsee jenseits umschlungen, die nur an der Ostseite in Gestalt des Kamms auf dem bis 560 m ü. NHN hohen Funkenberg in der Natur deutlicher hervortritt.

## Geschichte
Der Ort wurde nach 1064/65 als „Crusa“ erstmals urkundlich erwähnt. Der Ortsname ist slawischen Ursprungs. Es ist aber unklar, von welchem Wort es sich ableitet. In Frage kämen v. a. gruša (=Birne) und kružina (=Kreis im Sinne von Rundwall. Überreste einer solchen Burganlage gibt es in Altencreußen). In der Fraisch unterstand der Ort dem brandenburg-bayreuthischen Kasten- und Stadtvogteiamt Creußen. Von 1791/92 bis 1810 unterstand Altencreußen dem preußische Justiz- und Kammeramt Pegnitz. Im Ort waren die Herren von Tanner und das bambergische Amt Waischenfeld begütert.
Mit dem Gemeindeedikt (frühes 19. Jahrhundert) wurde Altencreußen dem Steuerdistrikt Losau und der Ruralgemeinde Prebitz zugewiesen.

## Bau- und Bodendenkmäler
In Altencreußen weisen Geländespuren auf das Schloss Altencreußen hin. Einziges Baudenkmal ist ein mittelalterlicher Kreuzstein. Seit der Flurbereinigung sind ein Feuerwehrhäuschen und ein Feuerleiterhäuschen neben der Quelle der Creußen technische Denkmale.